# Marcus Stephen
Marcus Ajemada Stephen (ur. 1 października 1969 w Anetan na Nauru) – nauruański polityk i sportowiec, deputowany, prezydent Nauru od 19 grudnia 2007 do 10 listopada 2011. Były zawodowy sztangista, prezes Nauruańskiego Komitetu Olimpijskiego od 2009.

## Młodość i życie prywatne
Urodził się 1 października 1969 w dystrykcie Anetan na Nauru. Jest synem Lawrence’a Stephena. Uczęszczał do miejscowej szkoły podstawowej Aiwo Primary School. Następnie kształcił się w St. Bedes College w Mentone w Australii oraz w Royal Melbourne Institute of Technology w Melbourne, na którym uzyskał dyplom z księgowości. Jest żonaty, ma czworo dzieci (jednego syna i trzy córki).

## Kariera sportowa

### Wstęp
W latach 80. zaczynał swoją karierę sportowca jeszcze jako futbolista, grając w lokalnej drużynie Aces. Swą sportową aktywność przejawiał też w trakcie nauki w szkole St. Bedes College, był bowiem kapitanem szkolnych drużyn rugby i piłki nożnej, grał też w szkolnej drużynie krykietowej. Ostatecznie jednak, po namowach Michaela Fennana i Paula Coffy, zdecydował się zająć podnoszeniem ciężarów. Przez całą karierę nauruańskiego sztangisty, jego trenerem był wspomniany Paul Coffa. On wspominał Stephena tymi słowami:

Znam Marcusa od 1986 r., kiedy zaczął podnosić ciężary w Melbourne; miałem przyjemność trenować go przez 16 lat aż do zakończenia jego kariery w 2002 r. Marcus zawsze był skromną postacią. Był znakomitym zawodnikiem, był podziwiany i szanowany przez wszystkich, którzy go znali. Prawdziwy mistrz. Dzięki przyjacielskiej i skromnej naturze Marcusa, dr Tamas Ajan, przewodniczący IWF, zainteresował się małym wyspiarskim krajem Nauru. Podjął wszelkie wysiłki, by zapewnić członkostwo Nauru w IOC w 1994, które ostatecznie umożliwiło Marcusowi Stephenowi rywalizację na igrzyskach olimpijskich na rzecz jego państwa.

Pod koniec lat 80. na Nauru powołano do życia Nauru Weightlifting Federation, specjalnie w celu umożliwienia Stephenowi, jedynemu wówczas profesjonalnemu sztangiście na wyspie, udziału w międzynarodowych zawodach.
Mierzy 160 centymetrów wzrostu. Podczas kariery sportowej ważył 58-64 kilogramów (patrz sekcja „Mistrzostwa świata”). Stephen jest też uważany za najbardziej utytułowanego sportowca pochodzącego z Nauru. On sam po latach stwierdził:

Moja kariera sportowa była świetna i wielce mnie zadowoliła.

Karierę sportową zakończył w 2002 roku.

### Igrzyska Wspólnoty Narodów
Czterokrotnie uczestniczył w igrzyskach Wspólnoty Narodów. Wśród dwunastu zdobytych medali, Nauruańczyk ma w dorobku siedem złotych i pięć srebrnych medali.
W 1990 r. w Auckland, startował w kategorii do 60 kg. Rwanie zakończył z wynikiem 112,5 kg. Parvesh Chander Sharma z Indii uzyskał taki sam rezultat, jednakże miał większą masę ciała od Stephena, a tym samym Stephen zdobył pierwsze złoto dla Nauru na tej imprezie. W podrzucie natomiast, uzyskał wynik 142,5 kg, który dał mu srebrny medal (będący na trzeciej pozycji Kumaresen Sudalaimani również uzyskał 142,5 kg, jednak był cięższy od Nauruańczyka), a w dwuboju osiągnął 255 kg; wynik ten dał mu drugie miejsce (w stawce 11 zawodników), a tym samym kolejny medal.
W 1994 r. w Victorii, startował w kategorii do 59 kg. W najlepszej próbie w rwaniu, osiągnął wynik 115 kg, natomiast podrzut zakończył z wynikiem 147,5 kg, by w dwuboju osiągnąć 262,5 kg. Dzięki tymże występom, zdobył kolejne złote medale dla swojego kraju.
Cztery lata później w Kuala Lumpur, wziął udział w zmaganiach sztangistów w kategorii do 62 kg. W rwaniu osiągnął 125 kg, w podrzucie 167,5 kg, co w dwuboju przełożyło się na wynik 292,5 kg. Wszystkie te konkurencje zakończyły się pomyślnie dla nauruańskiego sztangisty, który zdobył kolejne trzy złote medale.
W swoim ostatnim występie w Manchesterze w 2002 roku, Stephen brał udział w kategorii do 62 kg. W rwaniu zaliczył tylko jedną próbę na 117,5 kg (druga z kolei), natomiast pierwszą na 117,5 kg i ostatnią na 122,5 kg spalił. W podrzucie również zaliczył tylko jedną próbę (również druga z kolei), a pierwszą na 147,5 kg i ostatnią na 155 kg spalił, co w dwuboju dało mu wynik 265 kg. We wszystkich konkurencjach, zawodnik ten zajmował drugie miejsca.
| Rok i miejsce     | Konkurencja | Rwanie   | Rwanie  | Podrzut  | Podrzut | Razem    | Pozycja |
| Rok i miejsce     | Konkurencja | Wynik    | Pozycja | Wynik    | Pozycja | Razem    | Pozycja |
| ----------------- | ----------- | -------- | ------- | -------- | ------- | -------- | ------- |
| 1990 Auckland     | – 60 kg     | 112,5 kg | 1.      | 142,5 kg | 2.      | 255 kg   | 2.      |
| 1994 Victoria     | – 59 kg     | 115 kg   | 1.      | 147,5 kg | 1.      | 262,5 kg | 1.      |
| 1998 Kuala Lumpur | – 62 kg     | 125 kg   | 1.      | 167,5 kg | 1.      | 292,5 kg | 1.      |
| 2002 Manchester   | – 62 kg     | 117,5 kg | 2.      | 147,5 kg | 2.      | 265 kg   | 2.      |

### Mistrzostwa świata
W mistrzostwach świata brał udział sześciokrotnie, od 1991 do 1999.
W 1991 roku na mistrzostwach świata w Donaueschingen, Stephen startował w kategorii do 60 kg. W rwaniu wszystkie próby (110 kg, 115 kg i 120 kg) miał udane; w podrzucie pierwszą na 142,5 kg zaliczył, drugą na 147,5 kg spalił a w trzeciej próbie miał udane podejście na 147,5 kg. Wyniki te dały mu odpowiednio: w rwaniu ósme, w podrzucie dwunaste a w dwuboju dziewiąte miejsce na 24 zawodników, którzy przystąpili do zawodów.
Dwa lata później w Melbourne, nauruański sztangista startował w kategorii do 59 kg. W rwaniu zaliczył pierwszą próbę na 115 kg oraz trzecią na 120 kg, jednak drugą na 120 kg spalił. W podrzucie zaliczył tylko drugą próbę na 157,5 kg, natomiast pierwszą na 157,5 kg oraz trzecią na 162,5 spalił. Po rwaniu był klasyfikowany na dwunastym miejscu, jednak dzięki szóstej lokacie w podrzucie, w finalnej klasyfikacji zajął ósme miejsce w stawce 22 zawodników.
W 1995 r. w Kantonie, Stephen także startował w kategorii do 59 kg. Pierwsze dwie próby w rwaniu (na 120 kg) miał nieudane, jednak w trzeciej wyrwał sztangę ważącą 120 kg. W podrzucie zaliczył tylko pierwszą próbę na 162,5 kg, a dwie następne na 167,5 kg i 170 kg spalił. Po rwaniu zajmował odległą piętnastą lokatę, jednak w podrzucie zajął piąte miejsce, co w łącznym rozrachunku przełożyło się na jedenasty wynik tych mistrzostw (na 38 startujących).
W 1997 r. w Chiang Mai startował w wadze do 64 kg. W rwaniu zaliczył tylko pierwszą próbę na 120 kg, a następne dwie na 125 kg miał nieudane. W podrzucie także zaliczył tylko pierwszą próbę (na 162,5 kg) natomiast następne dwie na 167,5 kg również miał nieudane. Po rwaniu był dziesiąty a w podrzucie zajął siódme miejsce, co w łącznej klasyfikacji przełożyło się na ósme miejsce w dwuboju; Stephen wyprzedził jednak tylko dwóch Malezyjczyków oraz zawodników nieklasyfikowanych (dwóch nie zaliczyło podrzutu a jeden rwania).
Rok później w Lahti, Stephen startował w wadze do 62 kg. W rwaniu zaliczył 120 kg (w pierwszej próbie) i 125 kg (w trzeciej próbie) natomiast drugą próbę na 125 kg miał nieudaną. W podrzucie zaliczył tylko pierwszą próbę na 162,5 kg, a dwie następne (na 170 kg i 172,5 kg) miał nieudane. W rwaniu zajął dwunaste, a w podrzucie dziewiąte miejsce, co przełożyło się na jedenasty wynik w dwuboju, na 24 startujących (będący na dziesiątym miejscu reprezentant Australii Yurik Sarkisyan, który miał ten sam rezultat, wyprzedził Stephena dzięki niższej wadze ciała (Stephen był najcięższym zawodnikiem w całej stawce)).
Jednak w 1999 r. w Atenach osiągnął swój największy sukces w karierze (w kategorii do 62 kg). W rwaniu, zawodnik nauruański nie wypadł za dobrze, przez co zajął odległą piętnastą lokatę (zaliczył pierwszą próbę na 122,5 kg oraz trzecią na 127,5 kg, drugą na 127,5 kg spalił), jednak w podrzucie, dzięki udanym próbom na 167,5 kg i 172,5 kg (trzeciej na 175 kg nie zaliczył) zajął drugie miejsce w podrzucie (trzeciego i czwartego zawodnika, Stephen wyprzedził tylko i wyłącznie przez niższą masę ciała), a tym samym zdobył pierwszy w historii nauruańskiego sportu medal mistrzostw świata w jakiejkolwiek dyscyplinie sportu. W dwuboju zajął jednak siódme miejsce (na 44 startujących). Był to jego ostatni występ na mistrzostwach świata.
| Rok i miejsce       | Konkurencja | Masa ciała | Rwanie   | Rwanie  | Podrzut  | Podrzut | Razem    | Pozycja |
| Rok i miejsce       | Konkurencja | Masa ciała | Wynik    | Pozycja | Wynik    | Pozycja | Razem    | Pozycja |
| ------------------- | ----------- | ---------- | -------- | ------- | -------- | ------- | -------- | ------- |
| Donaueschingen 1991 | – 60 kg     | ≈ 59,85 kg | 120 kg   | 8.      | 147,5 kg | 12.     | 267,5 kg | 9.      |
| Melbourne 1993      | – 59 kg     | 58,47 kg   | 120 kg   | 12.     | 157,5 kg | 6.      | 277,5 kg | 8.      |
| Kanton 1995         | – 59 kg     | ≈ 58,85 kg | 120 kg   | 15.     | 162,5 kg | 5.      | 282,5 kg | 11.     |
| Chiang Mai 1997     | – 64 kg     | ≈ 63,45 kg | 120 kg   | 10.     | 162,5 kg | 7.      | 282,5 kg | 8.      |
| Lahti 1998          | – 62 kg     | 61,91 kg   | 125 kg   | 12.     | 162,5 kg | 9.      | 287,5 kg | 11.     |
| Ateny 1999          | – 62 kg     | 61,38 kg   | 127,5 kg | 15.     | 172,5 kg | 2.      | 300 kg   | 7.      |

### Igrzyska olimpijskie
Trzykrotnie startował na igrzyskach olimpijskich. W 1992 r. startował jeszcze jako reprezentant Samoa, jednak w 1996 r. i 2000 r. reprezentował już swój ojczysty kraj – Nauru.
W 1992 wziął udział w igrzyskach w Barcelonie; ponieważ Nauru nie miało w tym czasie Komitetu Olimpijskiego, Stephen wystąpił o obywatelstwo Samoa i rywalizował podczas olimpiady w barwach samoańskich. Stephen był jednym z dwóch sztangistów reprezentujących Samoa.
28 lipca 1992 roku, wziął udział w zmaganiach sztangistów w kategorii do 59 kg. W rwaniu zaliczył pierwsze dwie próby (na 112,5 kg i 117,5 kg), jednak ostatnią na 122,5 kg spalił. W podrzucie wszystkie trzy próby (147,5 kg, 152,5 kg, 157,5 kg) miał udane i z wynikiem 275 kg w dwuboju zajął dziewiąte miejsce w stawce 31 zawodników.
Cztery lata później w Atlancie, startował już w barwach swojego ojczystego kraju. Był jednym z trzech startujących tam reprezentantów swego kraju. Wiązano z nim największe nadzieje, gdyż był on najbardziej utytułowanym ze startujących w Atlancie Nauruańczyków. Jednak faworyt Nauruańczyków przedwcześnie zakończył swój udział w igrzyskach (kategoria do 59 kg), ponieważ spalił wszystkie próby w rwaniu (trzy razy podchodził do sztangi ważącej 120 kg) i tym samym został niesklasyfikowany.
Na igrzyskach w Sydney, Stephen startował w kategorii do 62 kg. W rwaniu zaliczył pierwsze dwie próby (115 kg, 122,5 kg), jednak trzecią (127,5 kg) miał nieudaną. W podrzucie zaliczył pierwsze dwie próby na 152,5 kg i 162,5 kg a trzecią na 167,5 kg spalił. W łącznej klasyfikacji, Nauruańczyk zajął jedenaste miejsce (w stawce 21 zawodników). W czasie wędrówki ognia olimpijskiego do Sydney, Stephen dostąpił zaszczytu niesienia olimpijskiego znicza w trakcie jego pobytu na Nauru.
| Rok i miejsce  | Konkurencja | Masa ciała | Rwanie   | Podrzut  | Razem  | Pozycja |
| Rok i miejsce  | Konkurencja | Masa ciała | Wynik    | Wynik    | Razem  | Pozycja |
| -------------- | ----------- | ---------- | -------- | -------- | ------ | ------- |
| Barcelona 1992 | – 60 kg     | 59,85 kg   | 117,5 kg | 157,5 kg | 275 kg | 9.      |
| Atlanta 1996   | – 59 kg     | 58,88 kg   | DNF      | DNF      | DNF    | DNF     |
| Sydney 2000    | – 62 kg     | 61,60 kg   | 122,5 kg | 162,5 kg | 285 kg | 11.     |

### Imprezy regionalne
Jest wielokrotnym złotym medalistą regionalnych imprez sportowych. Zdobył 10 tytułów mistrza Australii i Oceanii oraz sześć tytułów mistrza Oceanii. Ponadto zdobył także 6 złotych medali igrzysk Pacyfiku oraz 6 złotych medali miniigrzysk Pacyfiku. Złote medale w igrzyskach Pacyfiku zdobywał w 1991 r. (Papua-Nowa Gwinea) i w 1999 r. (Guam), a medale w tej drugiej imprezie w 1989 r. (Tonga) i w 1997 r. (Samoa Amerykańskie).

### Pozycje w rankingu światowym
Był dwunastokrotnie klasyfikowany w światowym rankingu Międzynarodowej Federacji Podnoszenia Ciężarów. Pierwszy raz został sklasyfikowany w 1990 roku, kiedy zajmował 37. miejsce na świecie (-60 kg). Najwyżej klasyfikowany był w latach 1997 i 1999, kiedy to plasował się na dziewiątym miejscu (odpowiednio: w kategoriach do 64 kg i 62 kg). Po raz ostatni został sklasyfikowany w 2002 roku, kiedy miał 32. wynik na świecie w dwuboju w kategorii do 62 kg.
| Rok  | Kategoria        | Wynik            | Pozycja          |
| ---- | ---------------- | ---------------- | ---------------- |
| 1990 | - 60 kg          | 255 kg           | 37               |
| 1991 | - 60 kg          | 267,5 kg         | 29               |
| 1992 | - 60 kg          | 275 kg           | 26               |
| 1993 | - 59 kg          | 277,5 kg         | 16               |
| 1994 | - 59 kg          | 262,5 kg         | 26               |
| 1995 | - 59 kg          | 282,5 kg         | 12               |
| 1996 | - 64 kg          | 270 kg           | 54               |
| 1997 | - 64 kg          | 295 kg           | 9                |
| 1998 | - 64 kg          | 292,5 kg         | 13               |
| 1999 | - 62 kg          | 300 kg           | 9                |
| 2000 | - 62 kg          | 285 kg           | 18               |
| 2001 | Nieklasyfikowany | Nieklasyfikowany | Nieklasyfikowany |
| 2002 | - 62 kg          | 265 kg           | 32               |

Źródło:

### Działalność
W 1997 objął stanowisko skarbnika Naurańskiego Komitetu Olimpijskiego. W 2005 został członkiem hali sław Międzynarodowej Federacji Podnoszenia Ciężarów. W 2006 r. Stephen był szefem misji olimpijskiej swego kraju na igrzyskach Wspólnoty Narodów w Melbourne. Od listopada 2006 do stycznia 2009 był sekretarzem generalnym Nauruańskiego Komitetu Olimpijskiego. W lutym 2009 objął stanowisko prezesa krajowego Komitetu Olimpijskiego.  Od 2006 do 2008 pełnił funkcję wiceprzewodniczącego Oceania Weightlifting Federation. W 2008 wybrano go przewodniczącym tej organizacji. Stephen jest także sędzią międzynarodowych zawodów w podnoszeniu ciężarów. 19 października 2012 r. Stephen został wiceprzewodniczącym Pacific Games Council.

## Kariera polityczna
W latach 2001–2003 pracował w Banku Nauru. Od 30 marca do 4 czerwca 2001 był jego tymczasowym generalnym menadżerem, następnie prezesem (5 czerwca 2001 – 24 marca 2003), a od 25 marca do 6 sierpnia 2003 generalnym menadżerem. 3 maja 2003 został wybrany w skład parlamentu Nauru, zajmując pierwsze miejsce w okręgu Ewa i Anetan. W czasie prezydentury René Harrisa był od 8 sierpnia 2003 do 22 czerwca 2004 ministrem edukacji i finansów. Ze stanowiska zrezygnował kiedy kolejnym prezydentem został wybrany Ludwig Scotty. W październiku 2004 Stephen po raz drugi został wybrany do parlamentu.
15 czerwca 2005 po tym, jak Nauru dołączyło do Międzynarodowej Komisji Wielorybniczej (IWC, International Whaling Commission), Stephen został wybrany delegatem swojego kraju w organizacji. Reprezentował Nauru w czasie kongresu IWC w Ulsan w Korei Południowej w czerwcu 2005. W latach 2004–2006 zajmował stanowisko dyrektora Urzędu ds. Rybołówstwa i Zasobów Morskich.
W wyborach parlamentarnych w sierpniu 2007 uzyskał ponownie reelekcję. 28 sierpnia 2007 wziął udział w wyborach na prezydenta, jednak wówczas to Ludwig Scotty zyskał poparcie parlamentu. Od listopada do grudnia 2007 był ministrem rybołówstwa i zasobów morskich, informacji i komunikacji, technologii i sportu.
Prezydent Scotty stracił jednak zaufanie parlamentu, gdy sprzeciwił się wszczęciu postępowania przeciw swojemu zastępcy, który był podejrzewany o korupcję. 19 grudnia 2007 parlament przegłosował przeciw niemu wotum nieufności stosunkiem głosów 10 do 7. Nowym prezydentem został wówczas wybrany Marcus Stephen, który w nowym rządzie objął także resort spraw wewnętrznych.

### Prezydent

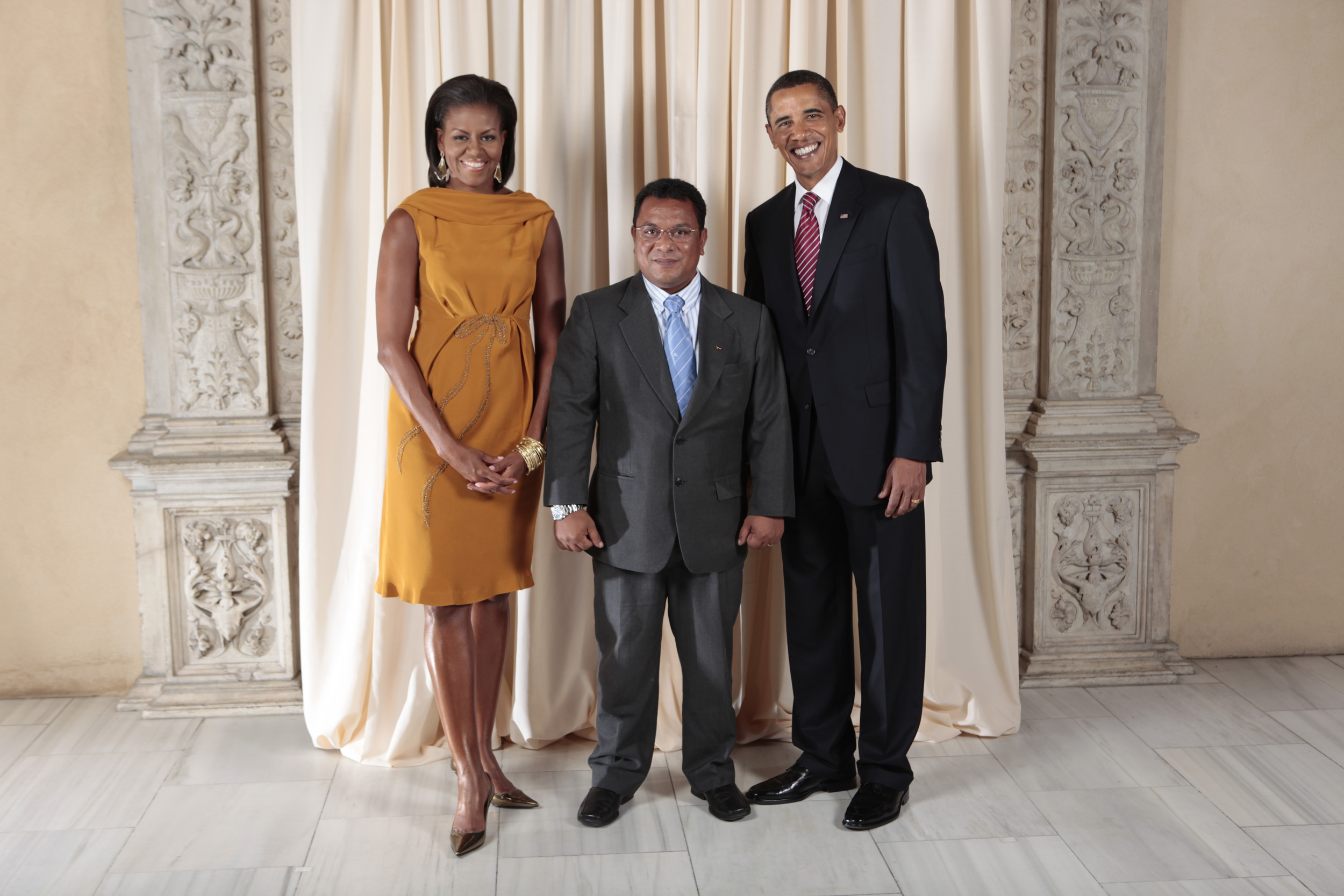
Prezydent Stephen z prezydentem Barackiem Obamą i jego małżonką, 2009.

Po elekcji Marcusa Stephena na stanowisko prezydenta, zwolennicy nowego szefa rządu i opozycja zajmowali po 9 miejsc w 18-osobowym parlamencie, co było źródłem licznych napięć. W marcu 2008 opozycja pod przewodnictwem byłego ministra spraw zagranicznych Davida Adeanga zamierzała wysunąć przeciw rządowi Stephena wotum nieufności w parlamencie. Jednakże ruch ten uniemożliwiła rezygnacja Riddella Akui ze stanowiska przewodniczącego parlamentu.
Nowym przewodniczącym izby został wybrany David Adeang. Zwołał on  na 22 marca 2008 posiedzenie parlamentu, o którym nie poinformował prezydenckich ministrów. Pod ich nieobecność parlament uchwalił ustawę zakazującą posiadania podwójnego obywatelstwa przez członków parlamentu. Oznaczałoby to konieczność rezygnacji z mandatów  przez dwóch parlamentarzystów – członków gabinetu i utratę większości parlamentarnej przez prezydenta.
Prezydent uznał ustawę za niekonstytucyjną z powodu braku kworum przy jej uchwalaniu i skierował ją do Sądu Najwyższego. 31 marca 2008 Adeang ogłosił zaś, że prezydent dokonał w kraju zamachu stanu, gdyż nie chciał podporządkować się przepisom ustawy.
7 kwietnia 2008 Sąd Najwyższy unieważnił ustawę parlamentu o podwójnym obywatelstwie parlamentarzystów. Jednakże 11 kwietnia 2008 Adeang zawiesił wszystkich 9 „prezydenckich” członków parlamentu z powodów dyscyplinarnych, zarzucając im obrazę swojego urzędu w czasie posiedzenia parlamentu.
W obliczu poważnego kryzysu politycznego, prezydent Marcus Stephen ogłosił stan wyjątkowy w kraju i wcześniejsze wybory parlamentarne. W wyborach, które odbyły się 26 kwietnia 2008, zwolennicy Stephena zdobyli większość 12 miejsc w 18-osobowym parlamencie. 29 kwietnia 2008 parlament ponownie wybrał go na urząd szefa państwa. W nowym gabinecie objął także resort służb publicznych, policji, więziennictwa i służb ratunkowych, spraw wewnętrznych oraz Nauru Phosphate Royalties Trust.
We wrześniu 2009 został wybrany kanclerzem Uniwersytetu Południowego Pacyfiku.
16 marca 2010 prezydent Stephen rozwiązał parlament. Powodem jego decyzji był konflikt polityczny i wielokrotne próby wysuwania przez opozycję wotum nieufności wobec jego rządu. W wyniku wyborów parlamentarnych przeprowadzonych 24 kwietnia 2010 do parlamentu dostało się 9 zwolenników administracji prezydenta i 9 jej przeciwników.
Wyniki wyborów doprowadziły do trwającego 7 tygodni kryzysu politycznego, w czasie których parlament zbierał się 14 razy, jednak nie był w stanie dokonać wyboru nowego prezydenta. W tej sytuacji 11 czerwca 2010 Stephen, wykonujący obowiązki prezydenta do czasu wyboru nowej głowy państwa, po raz kolejny rozwiązał parlament i zarządził nowe wybory parlamentarne na 19 czerwca 2010. Decyzję argumentował potrzebą wyboru władz posiadających pełny mandat wyborczy oraz niekorzystnymi następstwami przeciągającego się kryzysu dla gospodarki, stabilności społecznej i międzynarodowego wizerunku wyspy.
W wyborach tych Stephen kolejny raz odnowił swój mandat parlamentarny. 1 listopada 2010 Stephen został po raz trzeci wybrany na urząd prezydenta. W głosowaniu, stosunkiem głosów 11-6 pokonał popieranego przez opozycję kandydata niezależnego, Miltona Dube.
10 listopada 2011 zrezygnował ze stanowiska prezydenta z powodu oskarżeń o korupcję. Jego rezygnacja nastąpiła w dniu, w którym parlament miał głosować nad wotum zaufania wobec jego rządu. Wniosek, złożony przez opozycyjnego deputowanego Davida Adeanga, opierał się na oskarżeniu prezydenta o żądanie łapówki od tajskiego biznesmena za sprzedaż 25 tys. ton fosforytów. Informacje te Adeang miał pozyskać z prywatnej korespondencji mailowej Stephena. Stephen zaprzeczył oskarżeniom, uznając je za nieuzasadnione. Swoją rezygnację tłumaczył natomiast dobrem urzędu. Na stanowisku zastąpił go były minister Frederick Pitcher, który w głosowaniu pokonał kandydata opozycji Miltona Dube. Stephen zachował stanowisko w rządzie.
W 2019 Stephen został ponownie wybrany do Parlamentu Nauru z okręgu wyborczego Anetan obejmującego dystrykty Anetan i Ewa. Nowo wybrany parlament wybrał Stephena na przewodniczącego parlamentu (Speaker of the Parliament).